# Odometria
L'odometria è la tecnica per stimare la posizione di un veicolo su ruote che si basa su informazioni provenienti da sensori che misurano lo spazio percorso da alcune delle ruote e l'angolo di sterzo (se presente). 
Tecniche di odometria sono largamente utilizzate sui robot mobili su ruote (AGV, ovvero Automated Guided Vehicle), sui veicoli stradali e ferroviari e sui rover delle missioni marziane.